# Liste des titres musicaux numéro un au classement radio en France en 2017
Cette page liste les titres musicaux numéro un au classement radio en France pour l'année 2017 selon le Syndicat national de l'édition phonographique (SNEP).

## Classement des titres les plus diffusés par semaine
| №  | Date          | Artiste                                                          | Titre                    | Réf.   |
| -- | ------------- | ---------------------------------------------------------------- | ------------------------ | ------ |
| 1  | 6 janvier     | Clean Bandit featuring Sean Paul & Anne-Marie                    | Rockabye                 | [ 1 ]  |
| 2  | 13 janvier    | Clean Bandit featuring Sean Paul & Anne-Marie                    | Rockabye                 | [ 2 ]  |
| 3  | 20 janvier    | Clean Bandit featuring Sean Paul & Anne-Marie                    | Rockabye                 | [ 3 ]  |
| 4  | 27 janvier    | Vianney                                                          | Je m'en vais             | [ 4 ]  |
| 5  | 3 février     | The Weeknd featuring Daft Punk                                   | I Feel It Coming         | [ 5 ]  |
| 6  | 10 février    | The Weeknd featuring Daft Punk                                   | I Feel It Coming         | [ 6 ]  |
| 7  | 17 février    | The Weeknd featuring Daft Punk                                   | I Feel It Coming         | [ 7 ]  |
| 8  | 24 février    | Ed Sheeran                                                       | Shape of You             | [ 8 ]  |
| 9  | 3 mars        | Ed Sheeran                                                       | Shape of You             | [ 9 ]  |
| 10 | 10 mars       | Ed Sheeran                                                       | Shape of You             | [ 10 ] |
| 11 | 17 mars       | Ed Sheeran                                                       | Shape of You             | [ 11 ] |
| 12 | 24 mars       | Ed Sheeran                                                       | Shape of You             | [ 12 ] |
| 13 | 31 mars       | Ed Sheeran                                                       | Shape of You             | [ 13 ] |
| 14 | 7 avril       | Ed Sheeran                                                       | Shape of You             | [ 14 ] |
| 15 | 14 avril      | Ed Sheeran                                                       | Shape of You             | [ 15 ] |
| 16 | 21 avril      | Ed Sheeran                                                       | Shape of You             | [ 16 ] |
| 17 | 28 avril      | Ed Sheeran                                                       | Shape of You             | [ 17 ] |
| 18 | 5 mai         | Ed Sheeran                                                       | Shape of You             | [ 18 ] |
| 19 | 12 mai        | Ed Sheeran                                                       | Shape of You             | [ 19 ] |
| 20 | 19 mai        | The Chainsmokers & Coldplay                                      | Something Just like This | [ 20 ] |
| 21 | 26 mai        | Rag'n'Bone Man                                                   | Skin (en)                | [ 21 ] |
| 22 | 2 juin        | Rag'n'Bone Man                                                   | Skin (en)                | [ 22 ] |
| 23 | 9 juin        | Rag'n'Bone Man                                                   | Skin (en)                | [ 23 ] |
| 24 | 16 juin       | Rag'n'Bone Man                                                   | Skin (en)                | [ 24 ] |
| 25 | 23 juin       | Rag'n'Bone Man                                                   | Skin (en)                | [ 25 ] |
| 26 | 30 juin       | Charlie Puth                                                     | Attention                | [ 26 ] |
| 27 | 7 juillet     | Rag'n'Bone Man                                                   | Skin                     | [ 27 ] |
| 28 | 14 juillet    | DJ Khaled featuring Rihanna & Bryson Tiller                      | Wild Thoughts            | [ 28 ] |
| 29 | 21 juillet    | Charlie Puth                                                     | Attention                | [ 29 ] |
| 30 | 28 juillet    | Calvin Harris featuring Pharrell Williams, Katy Perry & Big Sean | Feels                    | [ 30 ] |
| 31 | 4 août        | Calvin Harris featuring Pharrell Williams, Katy Perry & Big Sean | Feels                    | [ 31 ] |
| 32 | 11 août       | Calvin Harris featuring Pharrell Williams, Katy Perry & Big Sean | Feels                    | [ 32 ] |
| 33 | 18 août       | Calvin Harris featuring Pharrell Williams, Katy Perry & Big Sean | Feels                    | [ 33 ] |
| 34 | 25 août       | Calvin Harris featuring Pharrell Williams, Katy Perry & Big Sean | Feels                    | [ 34 ] |
| 35 | 1er septembre | Calvin Harris featuring Pharrell Williams, Katy Perry & Big Sean | Feels                    | [ 35 ] |
| 36 | 8 septembre   | Calvin Harris featuring Pharrell Williams, Katy Perry & Big Sean | Feels                    | [ 36 ] |
| 37 | 15 septembre  | Calvin Harris featuring Pharrell Williams, Katy Perry & Big Sean | Feels                    | [ 37 ] |
| 38 | 22 septembre  | Calvin Harris featuring Pharrell Williams, Katy Perry & Big Sean | Feels                    | [ 38 ] |
| 39 | 29 septembre  | Calvin Harris featuring Pharrell Williams, Katy Perry & Big Sean | Feels                    | [ 39 ] |
| 40 | 6 octobre     | P!nk                                                             | What About Us            | [ 40 ] |
| 41 | 13 octobre    | P!nk                                                             | What About Us            | [ 41 ] |
| 42 | 20 octobre    | Portugal. The Man                                                | Feel It Still (en)       | [ 42 ] |
| 43 | 27 octobre    | Calvin Harris featuring Pharrell Williams, Katy Perry & Big Sean | Feels                    | [ 43 ] |
| 44 | 3 novembre    | Portugal. The Man                                                | Feel It Still            | [ 44 ] |
| 45 | 10 novembre   | Portugal. The Man                                                | Feel It Still            | [ 45 ] |
| 46 | 17 novembre   | Ed Sheeran                                                       | Perfect                  | [ 46 ] |
| 47 | 24 novembre   | Camila Cabello featuring Young Thug                              | Havana                   | [ 47 ] |
| 48 | 1er décembre  | Camila Cabello featuring Young Thug                              | Havana                   | [ 48 ] |
| 49 | 8 décembre    | Camila Cabello featuring Young Thug                              | Havana                   | [ 49 ] |
| 50 | 15 décembre   | Camila Cabello featuring Young Thug                              | Havana                   | [ 50 ] |
| 51 | 22 décembre   | Camila Cabello featuring Young Thug                              | Havana                   | [ 51 ] |
| 52 | 29 décembre   | Camila Cabello featuring Young Thug                              | Havana                   | [ 52 ] |

## Classement des titres les plus diffusés de l'année
Voici la liste des titres les plus diffusés lors de l'année 2017.
| №  | Artiste                                                           | Titre                    |
| -- | ----------------------------------------------------------------- | ------------------------ |
| 1  | Ed Sheeran                                                        | Shape of You             |
| 2  | The Weeknd featuring Daft Punk                                    | I Feel It Coming         |
| 3  | Calvin Harris featuring Pharrell Williams & Katy Perry & Big Sean | Feels                    |
| 4  | Charlie Puth                                                      | Attention                |
| 5  | The Chainsmokers & Coldplay                                       | Something Just like This |
| 6  | Rag'n'Bone Man                                                    | Skin (en)                |
| 7  | Tibz                                                              | Nation                   |
| 8  | Vianney                                                           | Je m'en vais             |
| 9  | Katy Perry featuring Skip Marley (en)                             | Chained to the Rhythm    |
| 10 | Kygo & Selena Gomez                                               | It Ain't Me              |
| 11 | Kaleo                                                             | Way Down We Go (en)      |
| 12 | Rag'n'Bone Man                                                    | Human                    |
| 13 | Vianney                                                           | Moi aimer toi            |
| 14 | Louane                                                            | On était beau            |
| 15 | Luis Fonsi featuring Daddy Yankee                                 | Despacito                |
| 16 | Martin Solveig featuring Alma                                     | All Stars                |
| 17 | Robin Schulz featuring James Blunt                                | OK (en)                  |
| 18 | Clean Bandit featuring Sean Paul & Anne-Marie                     | Rockabye                 |
| 19 | Lartiste featuring Awa Imani                                      | Chocolat                 |
| 20 | Alok & Bruno Martini featuring Zeeba                              | Hear Me Now (en)         |

## Chronologie
- Liste des titres musicaux numéro un au classement radio en France en 2016